# Agapetes affinis
Agapetes affinis är en ljungväxtart som först beskrevs av William Griffiths, och fick sitt nu gällande namn av Airy Shaw. Agapetes affinis ingår i släktet Agapetes och familjen ljungväxter. Inga underarter finns listade i Catalogue of Life.